# Grundsjöarna (Vilhelmina socken, Lappland, 724042-146996)
Grundsjöarna är en sjö i Vilhelmina kommun i Lappland och ingår i Ångermanälvens huvudavrinningsområde. Grundsjöarna ligger i Daune Natura 2000-område.